# 251 î.Hr.

## Nașteri
- dată necunoscută: Herodas  (d. ?)
- dată necunoscută: Dositheus (matematician)  (d. ?)

## Decese
- dată necunoscută: Herodas  (n. ?)